# Field of Legends
Le Field of Legends (anciennement CommunityAmerica Ballpark et T-Bones Stadium) est un stade de soccer et de baseball situé à Kansas City (Kansas). Ce stade est utilisé par l'équipe de l'Association américaine du Monarchs de Kansas City (en) et temporairement, de 2008 à 2010, par la franchise de soccer du Kansas City Wizards. Le stade accueillera également Kansas City NWSL, une équipe de la National Women's Soccer League, à partir de 2021. Il est aussi utilisé par les écoles avoisinantes ainsi que lors d'organisation de concerts et d'autres événements de la ville.

## Galerie

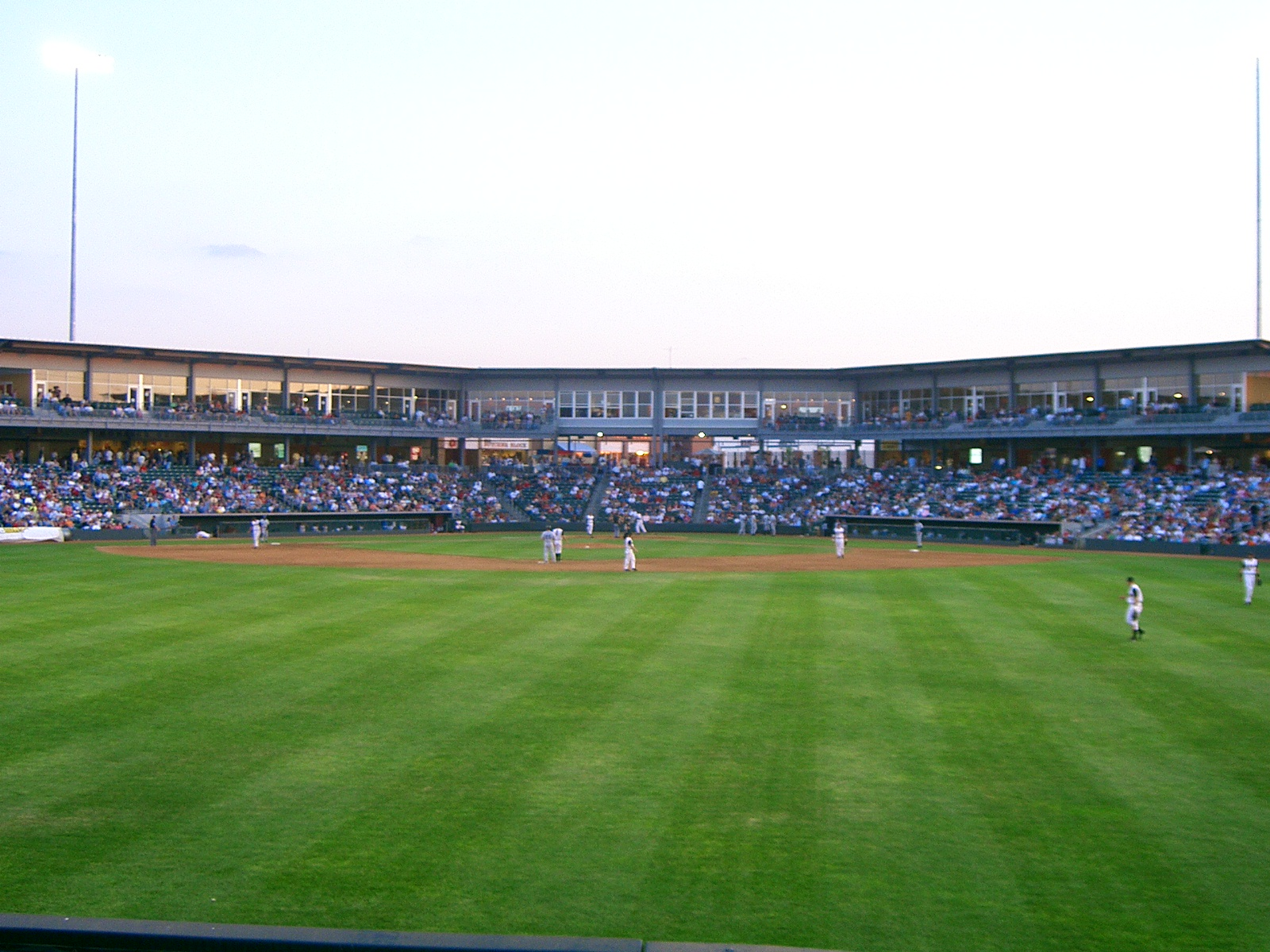
Vue central du stade
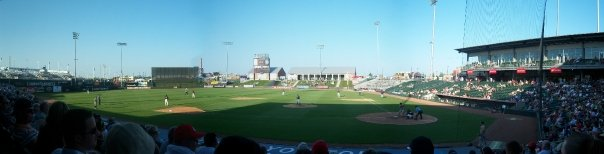
Vue panoramique